# خزف إسلامي

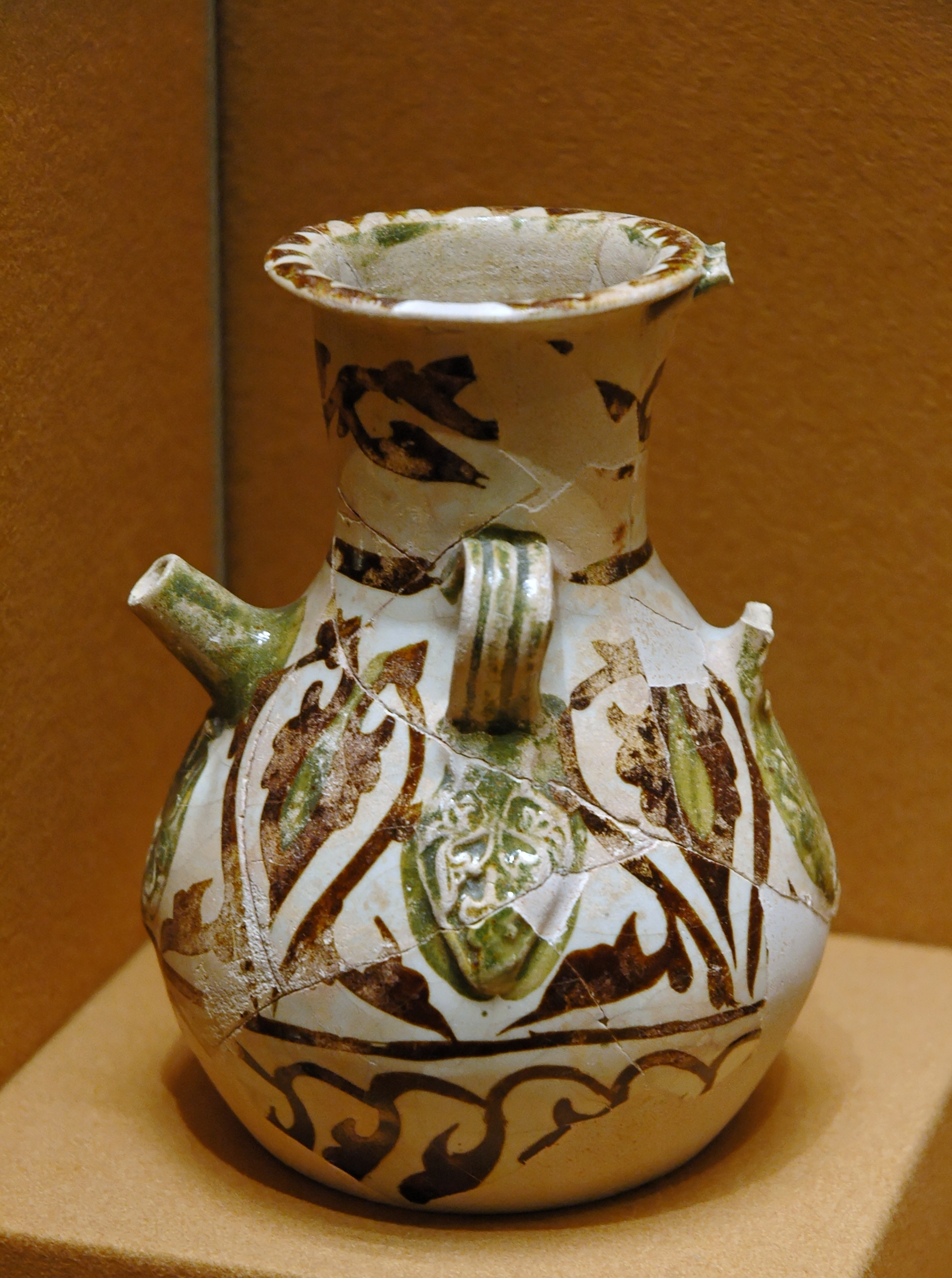
جرة خزفية أثرية من العهد الإسلامي عثر عليها في مدينة شوشان بإقليم الأحواز.

يعتبر الخزف الإسلامي أحد أهم الفنون التي عرفها المسلمون في كامل مجالهم الذي سيطروا عليه، وعلى الرغم من أنَّ الخزف كصناعة وكفنّ كان قد نشأ منذ فترة فجر التاريخ إلا أن المسلمين قد ساهموا بشكل كبير في تطوير هذا الفن على عدّة مستويات: على مستوى تقنيات الصنع، وبالأساس على مستوى التزويق والتلوين مستعملين في ذلك مستحضرات كيميائيّة أعتبرت خلال الفترة الوسيطة من إبداعات الحضارة الإسلامية ومن أبرز الاكتشافات التي انفردوا بها في عصرهم ولفترات طويلة أخرى.

## صناعة الخزف
بحسب كتاب «المدنية الإسلامية» للمؤرّخ أيتنز كانت للنساء العربيَّات أيضاً مشاركة في صناعة الخزف وتجارته.
عند صناعة الخزف الإسلامي، غالباً ما كان ينقش بزخرفة بارزة، أو يزخرف زخرفةً مذهَّبة، أو يطلى بطلاءٍ معدني برَّاق. وقد كان النوع الأخير من ابتكار المسلمين، حيث نشأ في العصر الفاطمي، وأعُدِّت به لوحات فنية تُصوِّر حياة الإنسان والحيوان في ذلك العصر. كما ابتكر في العصر الطولوني فن الخزف المكبوس بالقوالب، الذي كان يُزيَّن بصور الطيور والحيوانات والنباتات والنجوم. وقد شهدت زخرفة الخزف وتصوير الأشكال المختلفة عليه ازدهاراً كبيراً في العصر الفاطمي وفي بغداد أيام العباسيّين. وقد روى ناصر بن خسرو في كتابه «الرحلة» أنَّ أصحاب البقالات وبائعي العطور والخرداوات كانوا يستخدمون الأوعية الخزفية - إلى جانب الزجاجية والورقية - لبيع أغراضهم.

## تاريخ صناعة الخزف في الإسلام
في عصر بني امية (من عام 41 هجرية إلى عام 132 هجرية ظهرت أول المدارس الفنية في العصر الإسلامي كله، ومعها نشأ فن صناعة الخزف.وجاء ذلك نتيجة اتساع رقعة الدولة الإسلامية، بعد ان كثرت الفتوحات الإسلامية.
امتدت الفتوحات الإسلامية على مساحات شاسعة من العالم آنذاك، واكتسبت الدولة الإسلامية من الشعوب الأخرى التي عايشتها بعض السمات الخاصة، التي تتعلق بمظاهر الحياة مما جعها تنتج فنا له خصوصية يجمع بين الزخارف الإسلامية وتلك التي تمثل رسوم النباتات والطبيعة التي كانت في العصور البزنطية.
لعل ابرز طراز اسلامي في فن الخزف هو الطراز العباسي، هذا الاخير هو ثاني الطرز الإسلامية، وينسب إلى الدولة العباسية (132 هجرية - 656 هجرية) التي قامت في العراق.
تاثر فن الخزف العباسي بالفن الساساني، الذي يعتبر أول مرحلة واضحة شكلت تاريخ الفن الإسلامي.
يمتاز الطراز العباسي بنوع خاص من الخزف له بريق معدني، يتميز بانه يدهن اولا بدهان ابيض مائل للزرقة أو الاخضرار ثم يجفف بواسطة الحرق، ثم يرسم فوقه زخارف مطلية بطلاء به أوكسيدات معدنية، ثم يجفف مرة ثانية ببطء إلى حين اتخاذ الزخارف لونها النهائي.
يحمل هذا الابتكار الطابع الإسلامي البحت، حيث كانت تصنع منه الاواني ليتخذها الاغنياء بديلا عن أواني الذهب والفضة التي حرم الإسلام استعمالها لما تدل عليه من البذخ والترف والمخالفة لروح الدين الإسلامي التي تحد من الإسراف والإسفاف.

## المكتشفات

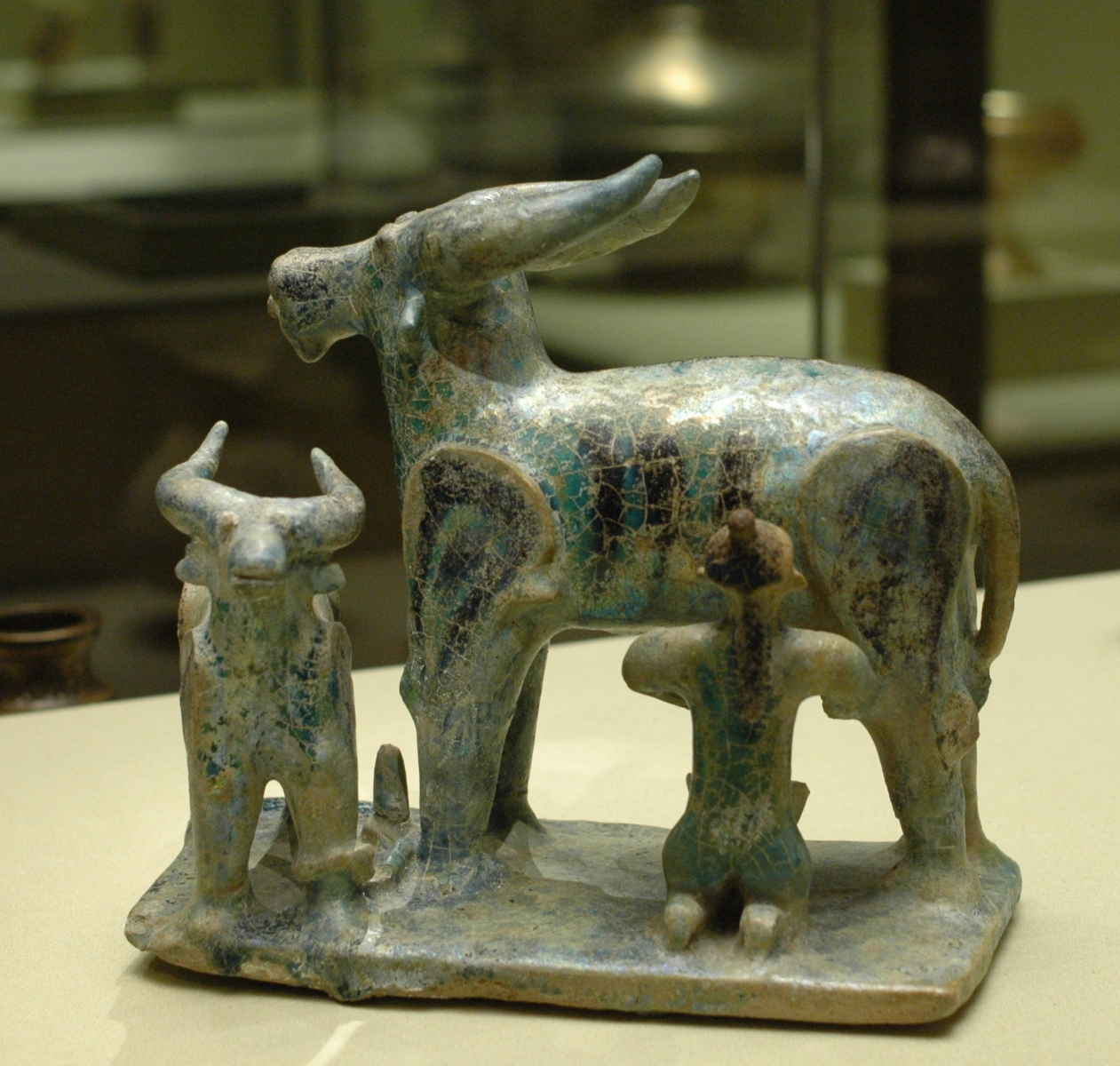
رجل تركماني يحلب جاموساً، من خزف العصر الأيوبي.

اكتشفت العديد من الأواني والأباريق الخزفية المصقولة والبرَّاقة بين آثار مدينة الفسطاط القديمة بمصر، وقد زُيِّنت برسومات الناس والحيوانات بألوان مختلفة. وهذه القطع من صناعة عربية، حيث كانت مُسجَّلة عليها أسماء صُنَّاعها، على شاكلة الغيبي والمصري والشامي والهرمزي وغزال وأبي العز. كما وقد اكتشفت في الفسطاط أفران تصنيع الخزف نفسها. وفي دار الآثار العربية بالقاهرة الكثير من الآثار الخزفية المتبقيَّة، منها - على سبيل المثال - قطعة خزف رسم عليه سيفان وفوقهما هلال.
كما وقد اكتشفت في قصر الحير الشرقي بصحراء بادية الشام قطع أثرية من الخزف الإسلامي، تشمل شظايا جرارٍ وصحون خزفية تعود إلى عصورٍ من عهد الدولة الأموية وحتى أيام المماليك، منها ما تم تأريخه بالقرنين الثالث والرابع عشر الميلاديَّين.

## المتاحف
متحف الخزف الإسلامي بالزمالك: متحف للخزف الإسلامي يقع في قصر الأمير عمرو إبراهيم بجزيرة الزمالك وسط القاهرة عاصمة مصر، تأسَّس عام 1943. يضمُّ المتحف قطعاً أثرية خزفية من مختلف العصور الإسلامية، ففيه قاعة ضخمة للخزف الفاطمي تعد أهم قاعاته، وتحتوي 74 قطعة خزفية من العصر الفاطمي، كما توجد قاعة للخزف تركي الطراز فيها 96 قطعة، وثالثة للخزف الأموي والأيوبي والمملوكي والعثماني فيها 39 قطعة. كما تُعرَض في بهو المتحف قطع خزفية من الشام، وثمة قاعةٌ للخزف الإيراني في الدور العلوي، كما توجد على الجدران قطعتان أندلسيَّتان وبلاطتان تونسيَّتان وسلطانيَّتان عراقيَّتان.

## مشاهير الخزَّافين
- أبو نصر البصري: له أعمال كثيرة باقية، كان من أشهر خزَّافي عصره.[2]
- أبو العز: كان اسمه مكتوباً على بعض القطع الخزفية التي عثر عليها بالفسطاط.[9]
- غزال: له بعض الأعمال الباقية وجد اسمه مكتوباً عليها.[10]
- الغيبي: له بعض الأعمال الباقية وجد اسمه مكتوباً عليها.[10]
- الهرمزي: له بعض الأعمال الباقية وجد اسمه مكتوباً عليها.[11]
- أبو قاسم الجليزي

## مواضيع ذات صلة
- الخزف الأغلبي
- الخزف الفاطمي

## كتب
- تاريخ الزخرفة، للصف الثالث ثانوي صناعي. تأليف: محمد توفيق جاد. الجهاز المركزي للكتب الجامعية والمدرسية والرسائل التعليمية، وزارة التربية والتعليم المصرية. طبعة سنة 1988/1989
- التصوير عند العرب. تأليف: أحمد تيمور باشا. دار الآفاق العربية. طبعة سنة 2003.